# Great Lakes BG
Great Lakes BG là một loại máy bay ném bom bổ nhào trên tàu sân bay của Hoa Kỳ trong thập niên 1930. Do hãng Great Lakes Aircraft Company thiết kế chế tạo, có 61 chiếc được Hải quân Hoa Kỳ và Thủy quân Lục chiến Hoa Kỳ sử dụng từ năm 1934 tới năm 1940.

## Biến thể

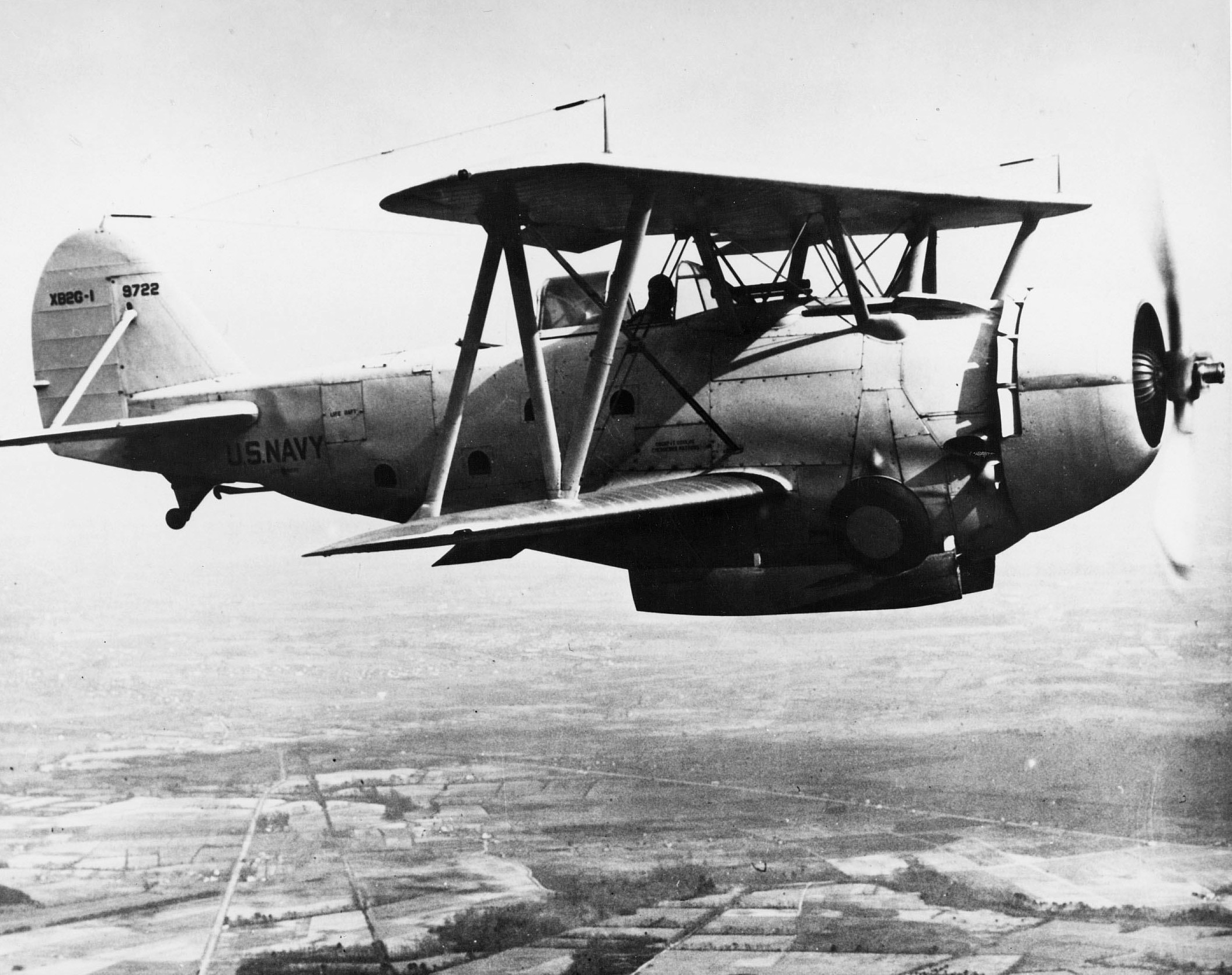
XB2G-1, 1936.

XBG-1
BG-1
XB2G-1

## Quốc gia sử dụng
Hoa Kỳ
- Thủy quân Lục chiến Hoa Kỳ
- Hải quân Hoa Kỳ

## Tính năng kỹ chiến thuật (BG-1)

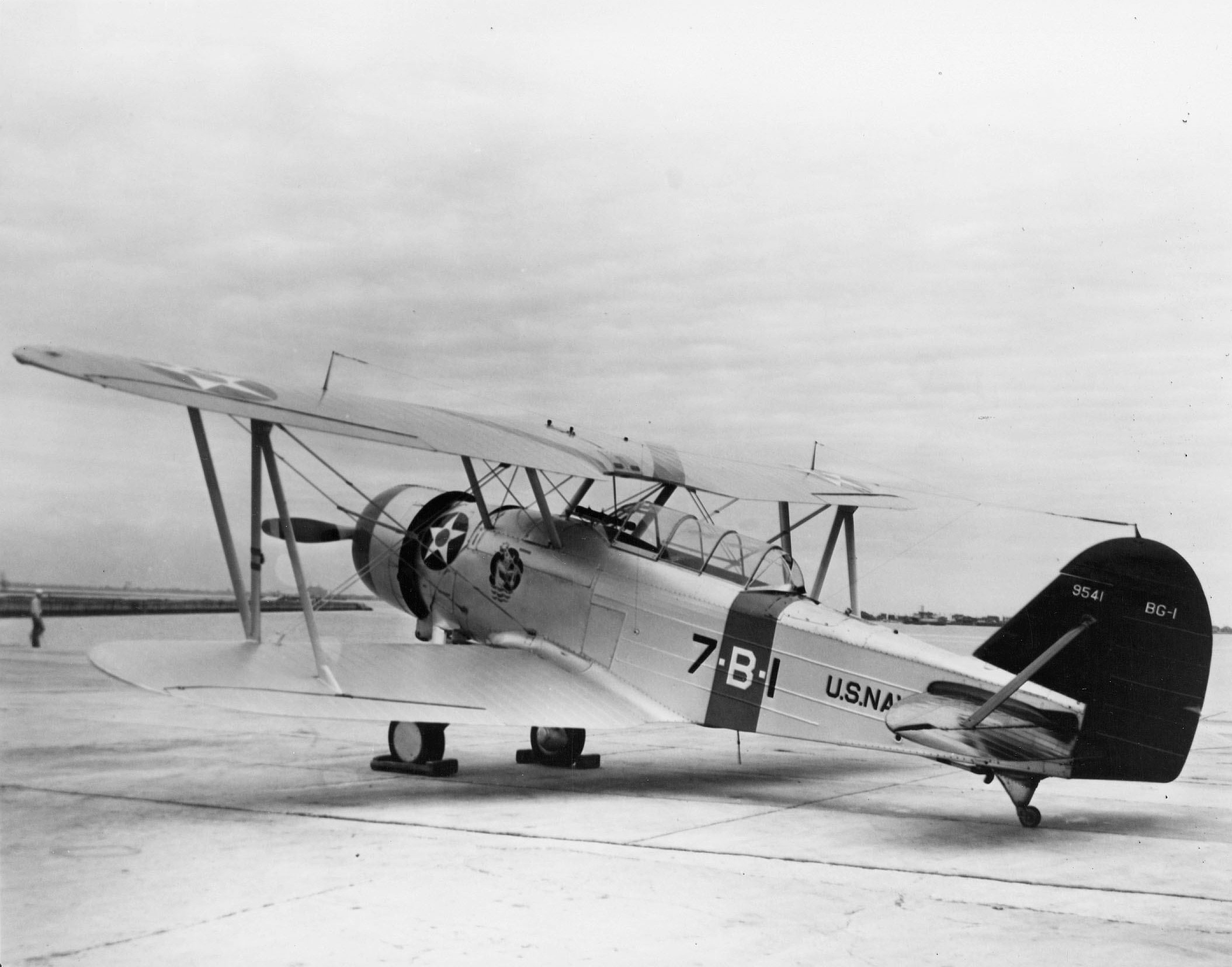
BG-1.

Dữ liệu lấy từ US Navy Aircraft since 1914 
Đặc điểm tổng quát
- Kíp lái: 2
- Chiều dài: 28 ft 9 in (8,77 m)
- Sải cánh: 36 ft 0 in (10,98 m)
- Chiều cao: 11 ft 0 in (3,35 m)
- Diện tích cánh: 384 ft² (35,7 m²)
- Trọng lượng rỗng: 3.903 lb (1.774 kg)
- Trọng lượng có tải: 6.347 lb (2.885 kg)
- Động cơ: 1 × Pratt & Whitney R-1535-82 Twin Wasp Junior, 750 hp (560 kW)

 Hiệu suất bay 
- Vận tốc cực đại: 188 mph (163 kn, 303 km/h)
- Tầm bay: 549 mi (477 nmi, 884 km)
- Trần bay: 20.100 ft (6.100 m)
- Tải trên cánh: 16,5 lb/ft² (80,8 kg/m²)
- Công suất/trọng lượng: 0,12 hp/lb (190 W/kg)
- Leo lên độ cao 5.000 ft (1.520 m): 5,5 phút.

Trang bị vũ khí

- Súng: 2 × Súng máy M1919 Browning 0.30 in (7,62 mm)
- Bom: 1.000 lb (454 kg) bom